# Вронув (Свентокшиське воєводство)
Вронув (пол. Wronów) — село в Польщі, у гміні Васнюв Островецького повіту Свентокшиського воєводства.
Населення — 339 осіб (2011).
У 1975-1998 роках село належало до Келецького воєводства.

## Демографія
Демографічна структура на день 31 березня 2011 року:
|          | Загалом | Допрацездатний вік | Працездатний вік | Постпрацездатний вік |
| -------- | ------- | ------------------ | ---------------- | -------------------- |
| Чоловіки | 173     | 35                 | 118              | 20                   |
| Жінки    | 166     | 34                 | 93               | 39                   |
| Разом    | 339     | 69                 | 211              | 59                   |